# Karl Denson

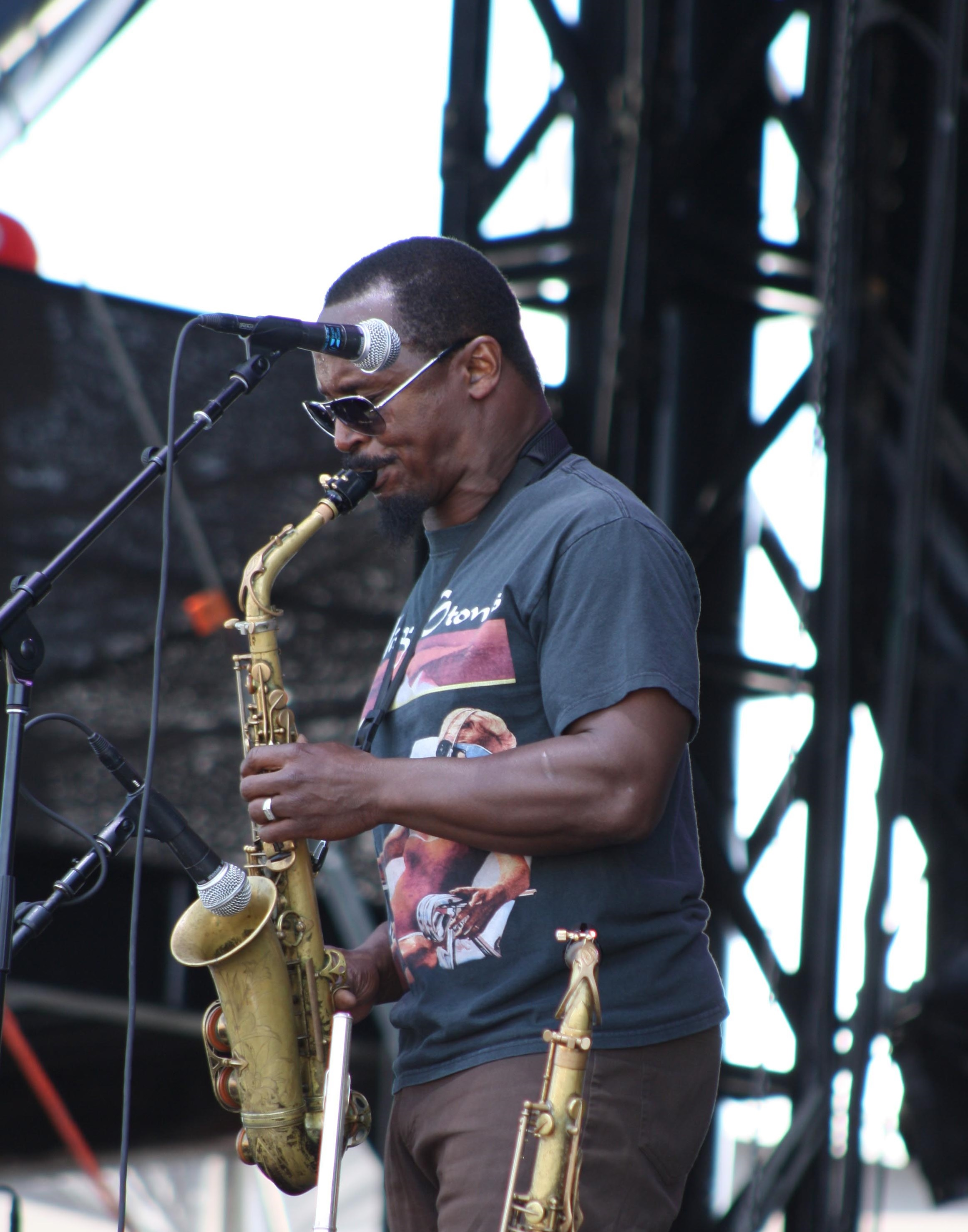
Karl Denson (2012)

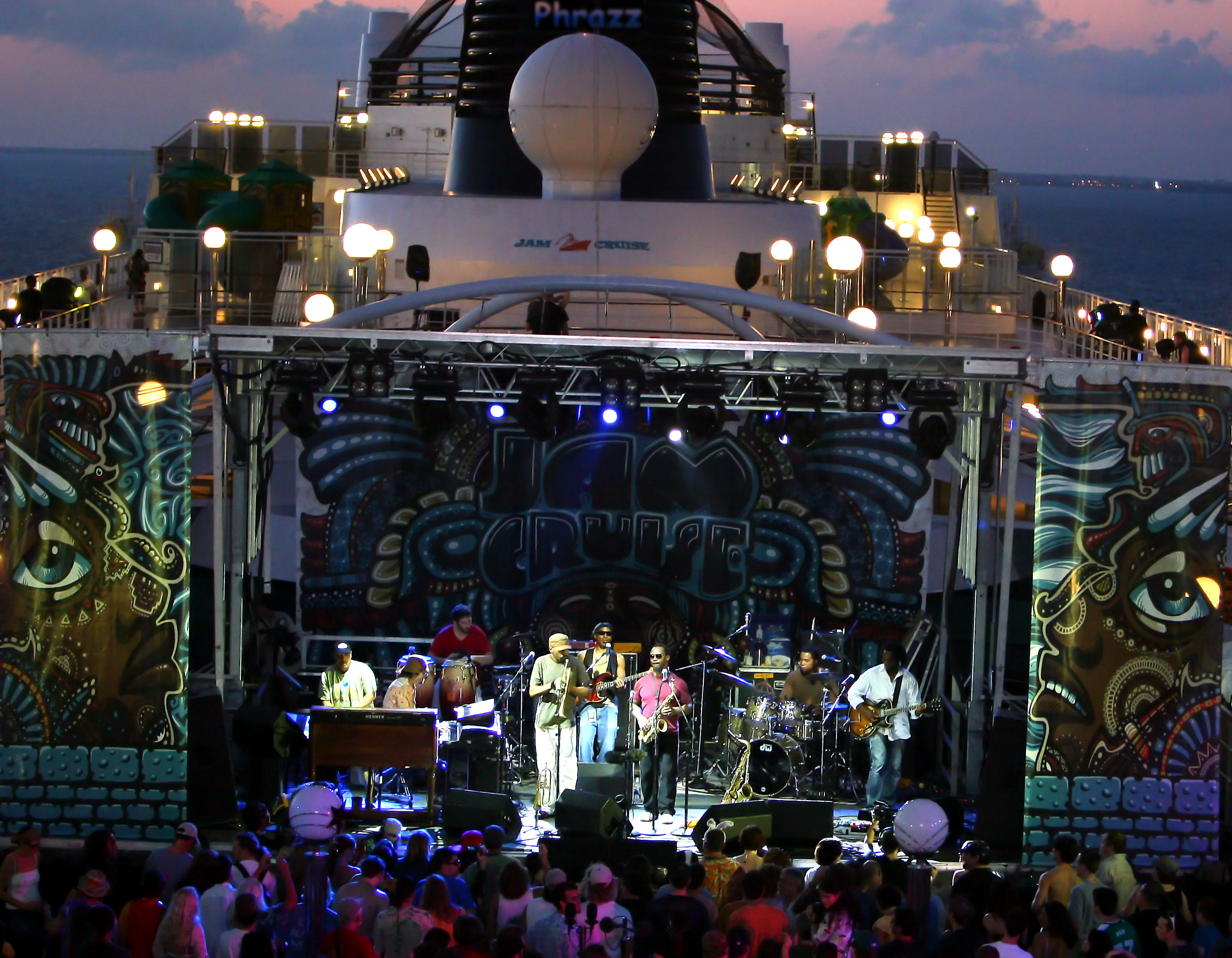
Karl Denson auf einem Partyschiff (2009)

Karl Maurice Denson (* 27. Dezember 1956 in Santa Ana, Kalifornien) ist ein US-amerikanischer Musiker (Saxophon, Flöte, Hintergrundgesang) des Rhythm and Blues und Modern Jazz.

## Leben und Wirken
Denson begann während seiner Highschool-Zeit mit dem Saxophonspiel. Er studierte dann auf dem College Musik und absolvierte 1981 sein Kompositionsstudium an der California State University. An der Westküste arbeitete er ab 1985 mit eigenem Quartett. Daneben arbeitete er bei Johnny Otis, Nancy Wilson, The Fifth Dimension, Lenny Kravitz sowie mit Maceo Parker und Fred Wesley. Anfang der 1990er Jahre wurde er national mit seinem Quartett bekannt, dem nun John Patitucci und Ron Stout angehörten und spielte seine ersten beiden eigenen Alben ein. Außerdem ist er einer der Gründer der von San Diego aus operierenden The Greyboy Allstars. Mit Dave Holland und Jack DeJohnette nahm er das Album „Chunky Pecan Pie“ (1994) auf. Dann öffnete er sich zum Hip-Hop, wie seine aufgenommene CD „Dance Lesson No. 2“ (2001) dokumentiert. Mit seiner Band „Tiny Universe“, der Chris Littlefield, Brian Jordan, David Veith, Ron Johnson und John Staten angehören, spielte er ab 2000 auf den führenden amerikanischen Festivals. Im Trio KD3 spielte er mit Keyboarder Anthony Smith (Global Funk, Giant People) und Drummer Brett Sanders. Seit Oktober 2014 begleitet er die Rolling Stones.
Wolfram Knauer zufolge ist Densons Saxophonsound „angesiedelt zwischen Hardbop-Tradition und Coltrane, die Improvisationen sind virtuos-erdig, doch durchaus konventionell.“

## Diskographische Hinweise
- Blackened Red Snapper (minor music) (1992)
- Herbal Turkey Breast (minor music) (1993)
- Chunky Pecan Pie (1994)
- Dance Lesson No. 2 (2001, mit DJ Logic, Chris Wood und Charlie Hunter u. a.)
- Lunar Orbit (KD3) – (2007)
- Karl Denson’s Tiny Universe – New Ammo (2014)
- Karl Denson's Tiny Universe – Gnomes & Badgers (2019)

## Lexigraphische Einträge
- Martin Kunzler: Jazz-Lexikon. Band 1: A–L (= rororo-Sachbuch. Bd. 16512). 2. Auflage. Rowohlt, Reinbek bei Hamburg 2004, ISBN 3-499-16512-0.